# Invader (artista)

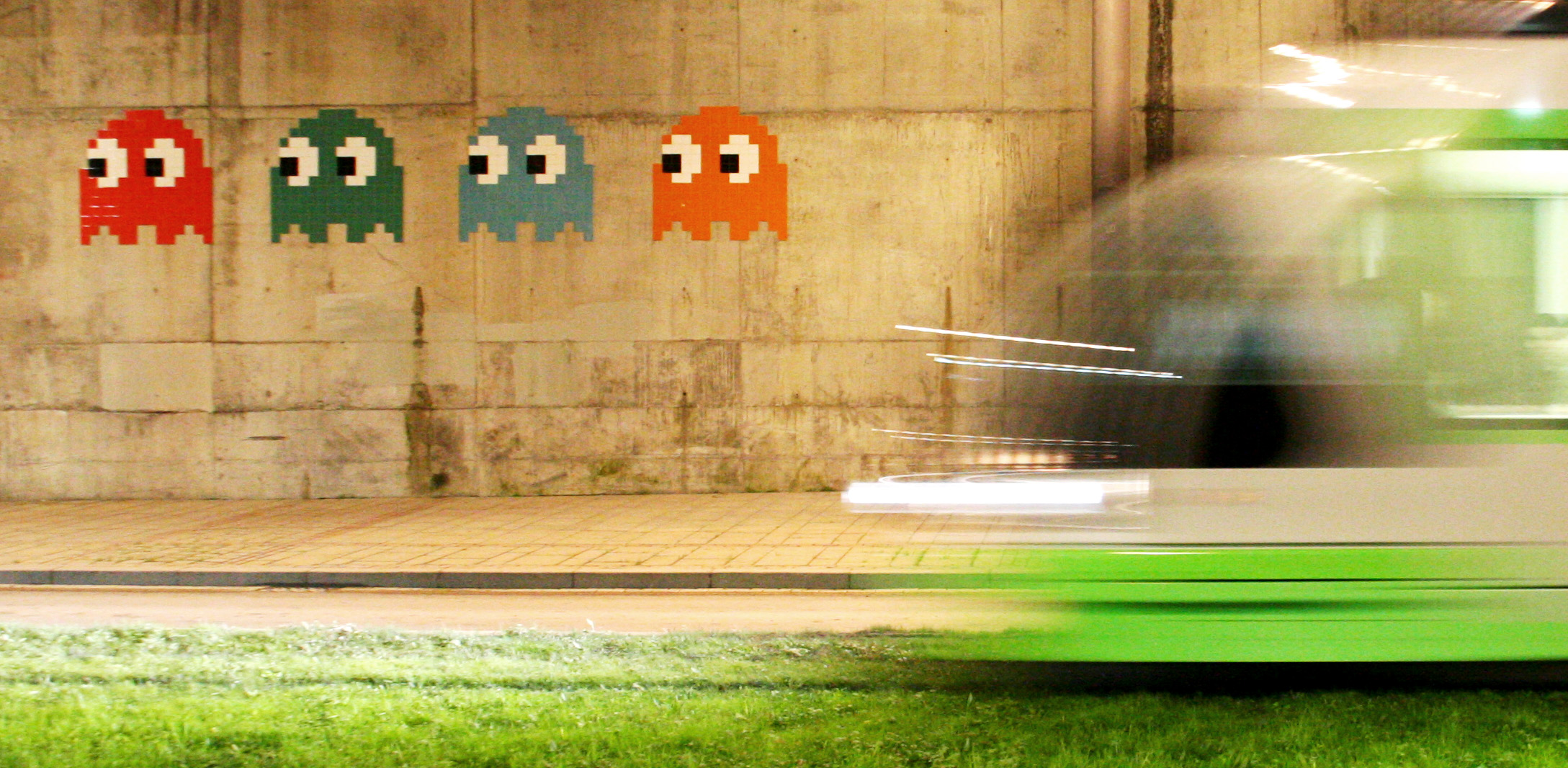
Mosaicos del juego Pac-Man en Bilbao cerca del museo Guggenheim

Invader es el pseudónimo de un conocido artista urbano francés, nacido en París en 1969, cuya obra se basa en la cruda pixelación de los videojuegos de 8 bits de los años "setenta a los ochenta".

## Trayectoria
Estudió en la Escuela de Bellas Artes de París y comenzó a exponer sus obras por la calle a finales de 1990 ya que, como a muchos otros artistas contemporáneos, le resultaba muy complejo que su obra llegara a distintos museos y galerías. Su fama se disparó al aparecer en el documental Exit through the gift shop, en el que aparecen otros artistas reconocidos como Shepard Fairey o Banksy.
Tomó su nombre del juego de arcade de 1978 Space Invaders, y gran parte de su trabajo se compone de baldosas cerámicas cuadradas inspiradas en personajes de videojuegos.
A pesar de que prefiere permanecer incógnito, y guarda su identidad cuidadosamente, sus creaciones distintivas se pueden ver en muchos lugares muy visibles en más de 65 ciudades de 33 países. Tiene documentos de cada intervención que ha hecho en cada ciudad como una "Invasión", y ha publicado libros y mapas de la ubicación de cada uno de sus mosaicos de la calle.
Además de trabajar con azulejos, Invader es uno de los principales proponentes de mosaicos de interior creados utilizando pilas de cubos de Rubik, en un estilo al que se refiere como "Rubikcubismo". 
También es conocido por sus obras de mosaico de código QR.